# Ел Карпио
Ел Карпио (на испански: El Carpio) е населено място и община в Испания. Намира се в провинция Кордоба, в състава на автономната област Андалусия. Общината влиза в състава на района (комарка) Алто Гуадалкивир. Заема площ от 47 km². Населението му е 4596 души (по преброяване от 2010 г.). Разстоянието до административния център на провинцията е 30 km.

## История
Ел Карпио е свързан с Кралство Кастилия от одноваването си през 1325 г. от Гарсия де Сотомайор.

## Демография
| 1996 | 1998 | 1999 | 2000 | 2001 | 2002 | 2003 | 2004 | 2005 | 2006 |
| ---- | ---- | ---- | ---- | ---- | ---- | ---- | ---- | ---- | ---- |
| 4497 | 4394 | 4509 | 4465 | 4461 | 4449 | 4463 | 4473 | 4491 | 4477 |